# T10 críquete
T10 críquet é uma forma curta de críquete. Duas equipas jogam somente um inning, o qual está restrito a um máximo de dez overs por lado. A primeira competição que utilizou este formato ocorreu em dezembro 2017, e era a primeira temporada do T10 League nos Emirados Árabes Unidos. O Conselho Internacional de Críquete (ICC) oficialmente sancionou a liga. Em maio 2020, Eoin Morgan, o capitão da equipa de criquete da Inglaterra, apoiou a ideia de utilizar o formato nos Jogos Olímpicos. Mais tarde nesse mesmo mês, Criquet De Índias Oeste anunciaram que a primeira edição do Vincy Premier T10 League começaria o 22 de maio de 2020 mas esteve adiado devido ao pandemia de COVID-19. O Vanuatu T10 Explosão começou um dia mais temporão em Portuário Vila. Em junho 2020, Criquet de Sri Lanka (SLC) anunciou o começo da primeira edição do PDC T10 League.

## Abu Dhabi T10 League
O T10 League é uma liga de T10 jogada nos Emirados Árabes Unidos. Está aprovado pelo ICC. A primeira edição esteve ganhada pelos Kerala Kings. Na segunda edição, os Pakhtoons estiveram derrotado pelos Northern Warriors. Em 2019 os Maratha Arabians bateram o Deccan Gladiators para ganhar a terceira edição.

## Qatar T10 League
O Qatar T10 League esteve fundada em Doha e tem seis equipas. Shahid Afridi devinha o embaixador de marca da liga. A liga teve 24 jogadores de criquet internacional e jogadores da equipa nacional de criquet de Qatar. Na primeira edição os Falcon Hunters eram vitoriosos batendo os Swift Galopers. Todos os partidos ocorreram na Asian Town Estádio de Criquet Internacional Doha. Em dezembro 2019, o ICC abriu uma investigação de anti-corrupção.